# Quatre fills d'Horus
Els quatre fills d'Horus són Imset, Hapi (convé no confondre'l amb Hapy, déu del Nil), Duamutef i Kebechsenef, fills del déu egipci Horus el Vell (Haroeris) i de la deessa Isis. Provenen segurament de la mitologia autòctona de la zona de Buto, al delta del Nil (Baix Egipte). Aquests déus van néixer sobre una flor de lotus blau, símbol del renaixement i la resurrecció, aleshores Ra, el déu solar, ordenà a Sobek, el déu cocodril que els rescatés de les aigües de Nun. També van ajudar Ra a matar la serp Apofis, durant la setena hora del viatge que el déu realitza per l'Inframon, al Llibre de l'Amduat.

## Els fills
Cadascun d'aquests déus menors protegia i simbolitzava un dels quatre vasos canopis on es desaven les vísceres dels difunts durant la momificació, per això també se'ls anomena "déus canopis":
Les vísceres s'extreien per a evitar una descomposició major dels cossos, però s'enterraven amb el difunt amb la mateixa reverència, igual que la placenta del mort, que s'enterrava junt amb el seu propietari com si fos un germà bessó mort durant l'embaràs de la mare. Dins dels vasos canopis només trobem l'estomac (i l'intestí prim), els pulmons, l'intestí gruixut (o colon) i el fetge; pel que fa a la resta d'òrgans, el cervell es descartava, per què es considerava només l'origen de les mucositats i el cor es mantenia dins de la mòmia perquè es considerava la llar del ba o ànima (vegeu: L'ànima a l'Antic Egipte). Aquest procés va variar només durant la dinastia XXI, durant la qual els òrgans eren embalsamats i es tornaven a la mòmia, mentre que els vasos canopis restaven buits, encara que també formaven part de l'aixovar funerari.
La primera menció d'ells apareix als Textos de les Piràmides, a l'època de l'Imperi Antic. Els quatre déus són amics del faraó i l'ajuden a arribar al cel mitjançant unes escales. Estan quasi sempre representats per animals i els vasos canopis que protegeixen tenen tots el cap del faraó difunt. Només a la darreria de la dinastia XVIII es comença esculpir els déus en les seves formes animals a les tapes dels vasos directament. També tenen una relació directa amb els rituals funeraris i, especialment, amb els sortilegis del Llibre dels Morts. Els quatre fills d'Horus estaven protegits per les grans deesses, una per a cadascú, i en representaven la forma femenina, dins la dualitat habitual de la mitologia egípcia (mascle-femella, nit-dia, vida-mort, bé-mal, guerra-pau, etc.).
Tot i que no se sap del cert, és molt probable que el simbolisme dels animals que els representen estigui associat a déus més importants dins del panteó egipci:
- l'humà representaria Osiris (el déu dels difunts), o potser Onuris (el caçador).
- el xacal representaria Anubis (i els rituals de la momificació), o potser Wepwawet (aquell qui obre els camins als morts).
- el babuí representaria la Lluna i Thoth (el déu de la saviesa i del coneixement).
- el falcó representaria el mateix Horus, o potser Seker (el déu momificat de la necròpolis).

Durant el Judici d'Osiris i la psicostàsia, els quatre fills d'Horus estan també a la "La Sala de les Dues Veritats", presidint el tribunal al costat del déu dels morts. Se'ls representa sovint amb forma humana, a vegades momificats i sobre una flor de lotus.
Els quatre déus també simbolitzen els quatre punts cardinals, per això, fins a l'Imperi Mitjà, se'ls representava als sarcòfags repartits un a cada costat, també se'ls identifica amb les estrelles de l'Ossa Major.

## Taula de simbolismes

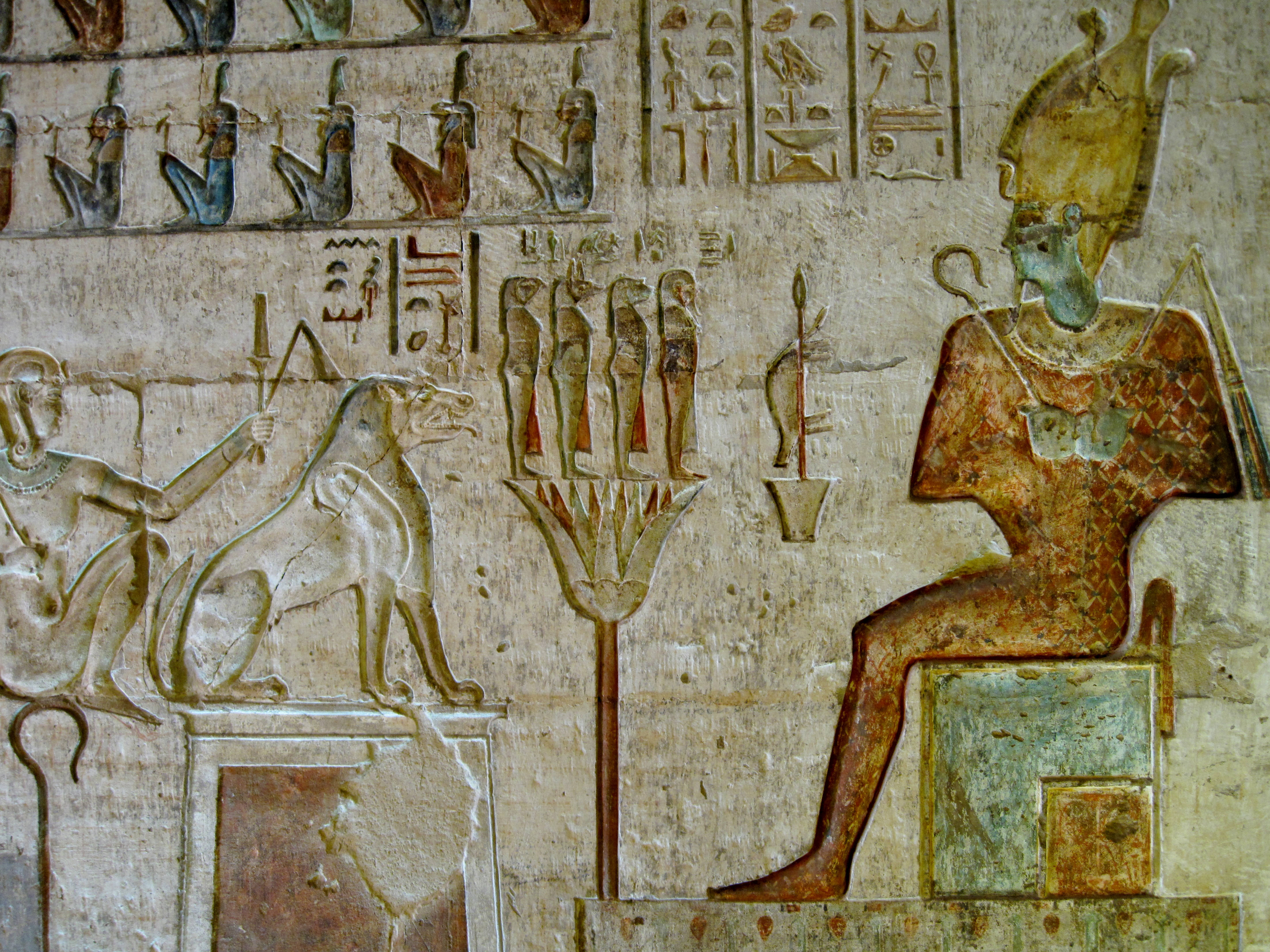
Els quatre fills d'Horus sobre una flor de Lotus, davant d'Osiris - Temple de Deir el Medina

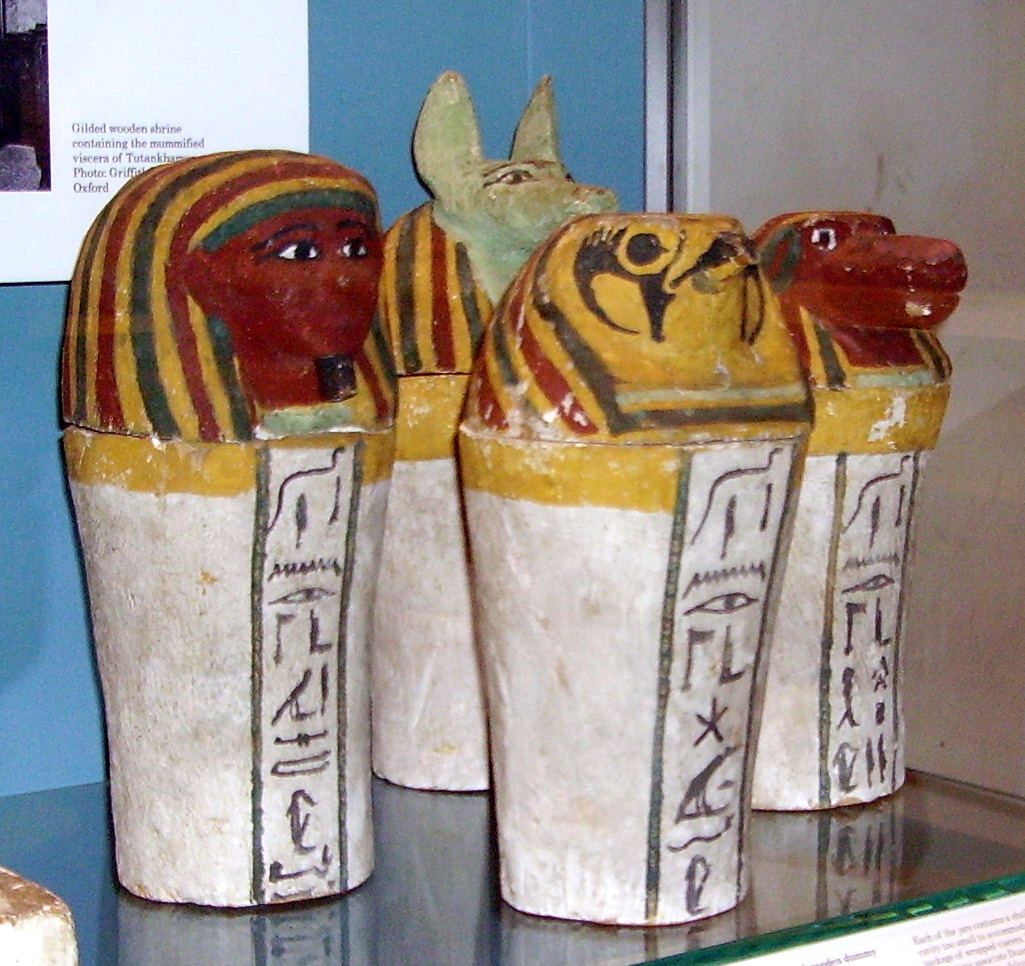
vasos canopis representant els quatre fills d'Horus. Museu Britànic

| i | im · z | ti | i |

| i | im · z | ti | i |

| N14 | G14 | t · f |

| N14 | G14 | t · f |

| H | Aa5 · p | i | i |

| H | Aa5 · p | i | i |

| W15 | sn | sn | sn | f |

| W15 | sn | sn | sn | f |